# Loïc Leferme
Loïc Leferme (* 28. August 1970 in Malo-les-Bains, Département Nord; † 11. April 2007 in Villefranche-sur-Mer) war ein französischer Apnoetaucher. Bis zum 2. Oktober 2005 hielt er den Weltrekord in der Disziplin „No Limit“.
Leferme setzte seinen ersten Weltrekord im Jahr 1999 bei einer Tiefe von 137 Metern. Am 20. Oktober 2002 folgte der nächste bei einer Tiefe von 162 Metern. Am 30. Oktober 2004 schlug er seinen eigenen Rekord mit einer Tauchtiefe von 171 Metern. Am 2. Oktober 2005 wurde dieser Rekord vom österreichischen Apnoetaucher Herbert Nitsch gebrochen, der 183 Meter erreichte.
Der aus einer Familie von begeisterten Wassersportlern stammende Leferme verunglückte am 11. April 2007 bei einem Training in Villefranche-sur-Mer tödlich. Nach Presseangaben erreichte er bei den Vorbereitungen zu einem neuen Weltrekord nochmals eine Tiefe von 171 Metern. Beim Aufstieg kam es jedoch zu Komplikationen, nachdem sich eine Führungsleine verhedderte. Leferme wurde leblos aus 20 Metern Tiefe geborgen und starb vor Ort an Herzversagen.

## Rekorde
- 1999: –137 Meter
- 2001: –154 Meter (18. August)
- 2002: –162 Meter (20. Oktober)
- 2004: −171 Meter (30. Oktober)